# Fresne-l'Archevêque

Fresne-l'Archevêque este o comună în departamentul Eure, Franța. În 1 ianuarie 2018 avea o populație de 562 de locuitori.